# Theodor Pütz
Theodor Pütz (* 28. März 1905 in Krefeld; † 16. Dezember 1994 in Innsbruck) war ein deutscher, lange Jahre in Österreich lehrender Nationalökonom. Er promovierte 1931 in München über Adam Smith, war dann in Berlin tätig und wurde 1943 an die Universität Innsbruck berufen. Ab 1953 lehrte er als Ordinarius für Volkswirtschaftspolitik an der juridischen Fakultät der Universität Wien. Pütz ist dem Ordoliberalismus zuzuzählen, seine Schriften weisen einen starken Hang zur Taxonomie auf.

## Schriften
- Die Bedeutung Friedrich Lists für die heutige Wirtschaftspolitik. In: Odal. Monatsschrift für Blut und Boden, Jg. 3, 1934, Heft 2, S. 94–103.
- Theorie der allgemeinen Wirtschaftspolitik und Wirtschaftslenkung, Wien 1948
- (Hrsg.): Verbände und Wirtschaftspolitik in Österreich, Berlin, 1966
- Grundlagen der theoretischen Wirtschaftspolitik, Stuttgart 1974